# Palolo Valdés
Pedro Pablo Valdés Bunster, más conocido como Palolo Valdés (Limache, 1 de julio de 1956), es un escultor chileno.

## Biografía
Hijo de Gustavo Valdés Covarrubias y Ximena Bunster Iñiguez, fue el cuarto de los seis hijos del matrimonio.
Estudió pintura en el taller de Fred Jarvis (1971-1975), arte en las escuelas de Viña del Mar y de la Universidad Católica de Santiago (1976-1977), y diseño teatral en la Universidad de Chile (1978-1980). Paralelamente trabajó como escenógrafo de la obra La ópera de los tres centavos realizada en el Teatro Hollywood de Santiago (1978) y en Canal 13 (1979-1980).
De 1981 a 1983 vivió en Nueva York, Estados Unidos, donde trabajó como decorador de vitrinas y dio clases de pintura y dibujo en el centro de rehabilitación juvenil The Door, del Internacional Centre of Integrative Studies.
De regreso en Chile, realizó en 1984 como proyecto de título y práctica profesional la iluminación, pinturas, escenografías, producción y dirección visual de la obra de Henrik Ibsen Peer Gynt, que fue estrenada en la Sala Apoquindo de Santiago. Al año siguiente se tituló con el libro Los títeres, inspirado en el teatro japonés Bunraku.
Experimentó nuevas técnicas con metales en fundición entre 1985 y 1988, periodo en el que creó más de 60 esculturas. 
De regreso a Chile, desarrolló una carrera en escultura de metales, organizando los encuentros de arte industria y los talleres de escultura en acero a fines de la década de 1980. Dirigió la restauración de tres casas del Santiago antiguo en las calles Huérfanos y Santo Domingo, coontribuyendo así a la recuperación del barrio Yungay.

## Obras en colecciones y lugares públicos

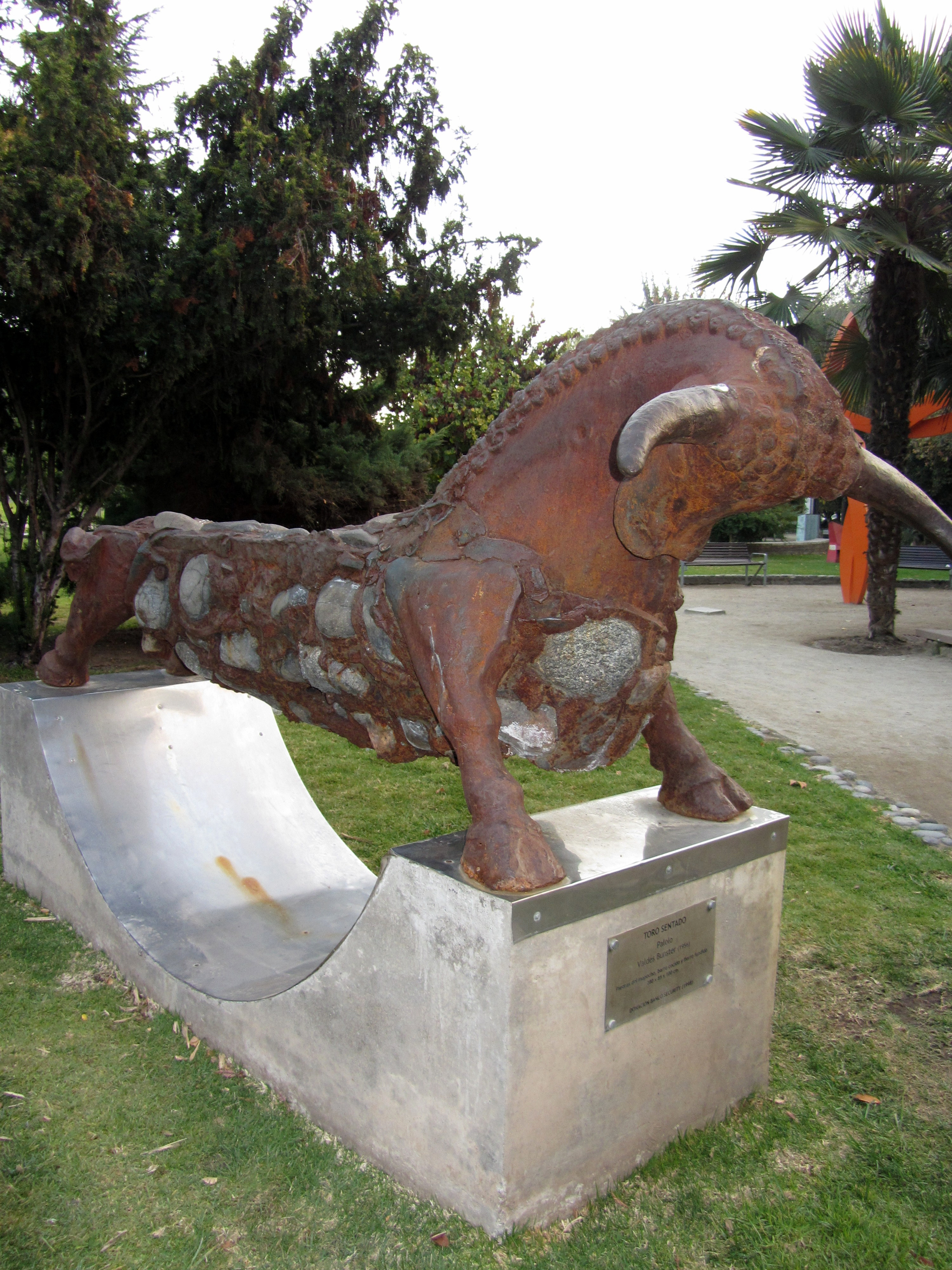
Toro sentado, Parque de las Esculturas, Santiago de Chile.

- Avenida Alonso de Córdova, Santiago, banca pintada, 2013
- Banco Edwards Citi: Mujer bailando sola, toro minoico y caballo saltando, 1992
- Banmerchant Chile, Santiago: Caballo Guernica Toro con venas de fierro, 2001
- Casa Real de España
- Arturo Soria Plaza, centro comercial en Madrid: Caballo ecuestre de Leonardo, 2003
- Club Ecuestre de Cachagua, Chile: La cahuinera, 1988
- Colección Compañía de Cervecerías Unidas: Kuros, 1995, medio cuerpo en terracota y bronce
- CorpBanca: Toro cretence, 1991
- Edificio Palladio, avenida Providencia 1760, Santiago: Mural de fierro y transparencias, 2000
- Edificio Santiago 2000, calle Huérfanos 770: El vitrubiano, 1994
- Munita, Cruzat & Claro, Santiago: Toro semental, 2003
- Museo de Artes Visuales, Santiago: Cuatro versiones en bronce y piedras de la serie El lado oscuro de Guernica (dos mujeres, caballo y toro), 1995
- Museo Ralli de Punta del Este, Uruguay
- Parque de las Esculturas, Santiago: Toro sentado, 1992
- Plaza Central de Picarquín, Chile: Solidaridad II, 1998, más dos esculturas en las plazoletas secundarias del mismo registro
- Restaurant Eladio, Santiago: Toro minoico y sentado, 2000
- Sack's Fifth Avenue, Nueva York: Tres caballos ecuestres, 1982
- Sucre, Bolivia: Pololeando en las alturas, 1996, 900 cm de altura
- Zapallar, Chile, junto al hotel boutique Isla Seca: Zaparallino, 2005

## Exposiciones individuales
- 1975 Pinturas, con mochila, Biblioteca de Antofagasta
- 1978 Pinturas, Alianza Francesa, Curicó
- 1981 The Door, A Center of Alternatives, Nueva York
- 1981 B.M.F. Gallery UP-Town, Nueva York
- 1981 Esculturas, Vitrinas de Sack's Fifth Avenue, Bloomingdale's, Ann Taylor y Carnaval, Nueva York
- 1982 Islands of Fews, Soho, Nueva York
- 1982 Esculturas, Bloomingdale's, , departamento de cosméticos, Nueva York
- 1984 Acuarelas de Peer Gynt, Sala Isidora Zegers, Santiago
- 1986 Aqua Dream Gallery, Santiago
- 1986 En Breve, Galería Los Talleres, Santiago
- 1988 Fundición, Galería Praxis, Santiago
- 1989 Armados, Galería Los Arcos de Bellavista, Santiago
- 1990 Un poco más Mía alrededor de América Latina, Instituto Chileno-Norteamericano, Santiago
- 1990 Por el Si - No, Teatro Esmeralda, Santiago
- 1990 Exposición Junta de Vecinos N°6 de Quinta Normal, Santiago * 1991 Galería Plástica Nueva, Santiago
- 1991 Esculturas Palolo, Campus Curicó de la Universidad de Talca
- 1992 Parque de las Esculturas, Santiago
- 1993 Centro Cultural de Atenas, Grecia
- 1994 Renparaka, Esculturas, Sala Manuel Robles Gutiérrez, Renca (Chile)
- 1994 Centro Cultural Reñaca, Viña del Mar
- 1995 Galería Praxis, Santiago
- 1995 Rocas de Santo Domingo
- 1996 Galería Carmen Codoceo, La Serena (Chile)
- 1998 Con la mirada de un niño, Parque de las Esculturas, Santiago
- 1999 Caballos sólo Caballos, galería de arte La Sala, Santiago
- 2000 Alrededor del Guernica, Galería Andreu Vitacura, Santiago
- 2005 Toro y caballos, Galería Víctor i Fills, Madrid España
- 2005 Galería Arte Solano, Albacete, España
- 2005 Tentacion-es, Galería Trece, Santiago
- 2005 Dieleman Gallery, Grand-Leez, Gembloux, Bélgica
- 2005 Galería Vala, Santiago
- 2005 Hacienda Santa Martina, Santiago
- 2008 España en el corazón. Homenaje a Guernica, Galería Cultural Codelco, Santiago
- 2011, noviembre - 2012, febrero: Diversos rastros de una misma huella, Museo Nacional de Bellas Artes (Chile)

## Premios y reconocimientos
- Primer premio del concurso 1994 para escultura permanente El Vitrubiano del Hall Central del Edificio Santiago 2000
- Primer premio del concurso 2000 para el mural del edificio Palladio, Santiago
- Primer premio del concurso Viña Indómita 2003, Casablanca